# Lucas Jaime Lennon
Lucas Jaime Lennon Maguire (Ciudad de Buenos Aires, 11 de diciembre de 1928-ibídem, 17 de marzo de 2023) fue un abogado y docente argentino, que ocupó el cargo de ministro de Justicia de la Argentina, designado por los dictadores Leopoldo Fortunato Galtieri y Reynaldo Bignone. Fue decano de la Facultad de Derecho de la Universidad de Buenos Aires entre 1977 y 1981, designado por el Proceso de Reorganización Nacional.

## Trayectoria
Se recibió de Abogado en la Universidad de Buenos Aires en 1952, y se desempeñó como docente en aquella institución, en la Universidad del Museo Social Argentino y en la Universidad Católica Argentina. Ingresó al Poder Judicial en 1949 donde se desempeñó como secretario de juzgado y alcanzó a ser juez en tribunales del fuero penal. En la década de 1970, fue conjuez de la Suprema Corte de Justicia de la Nación.
Fue rector en la UBA del 24 de noviembre de 1978 al 20 de noviembre de 1981.
Integró la Sociedad Argentina de Criminología y el Centro Argentino de Estudios Legislativos. Los presidentes de facto Leopoldo Galtieri y Reynaldo Bignone, lo designaron Ministro de Justicia entre 1981 y 1983. De aquel último mandatario, fue abogado defensor en los juicios por crímenes de lesa humanidad cometidos durante el Proceso de Reorganización Nacional.